# Louis Charles de Lameth

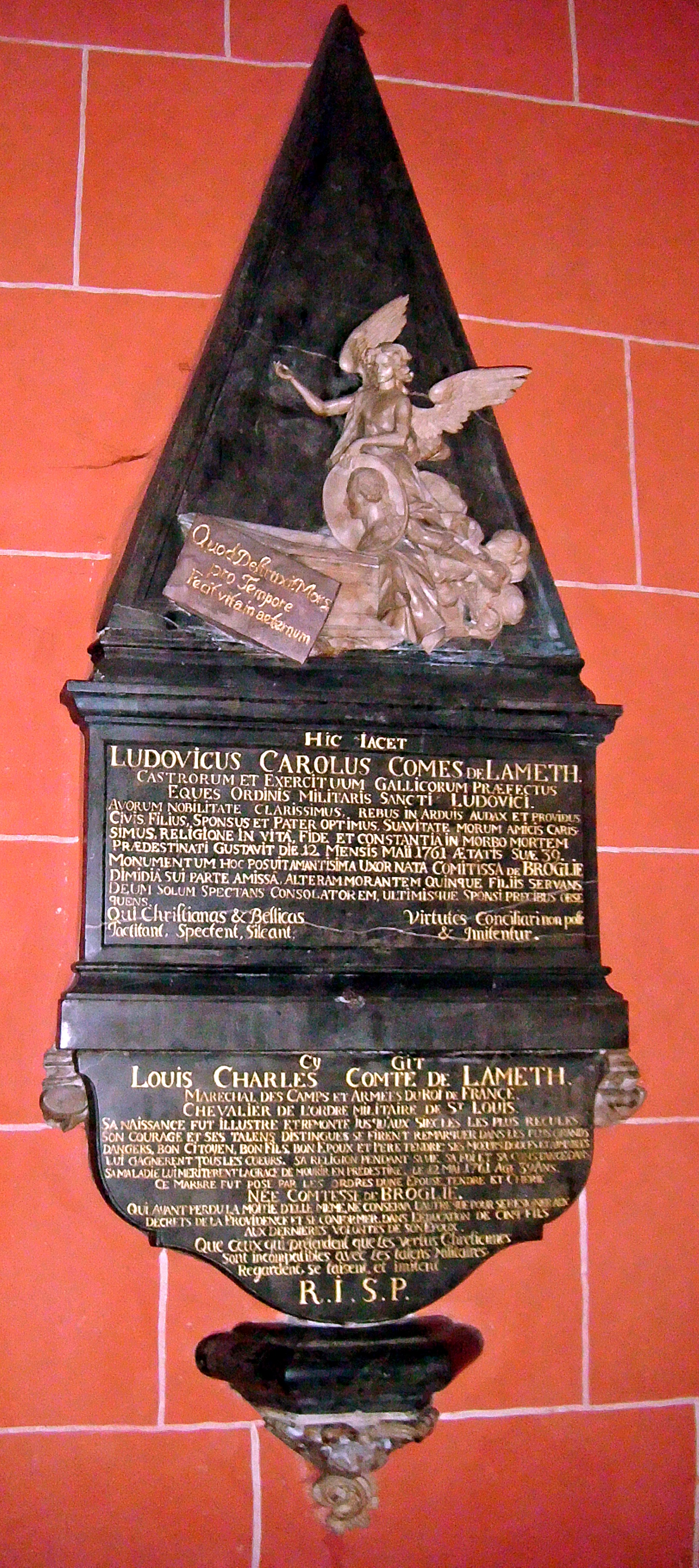
Epitaph im Frankfurter Dom

Ludwig Karl von Lameth, französisch Louis Charles Comte de Lameth (* 20. Oktober 1723; † 12. Mai 1761 in Frankfurt am Main) war ein französischer Maréchal de camp und Generalquartiermeister der französischen Besatzungstruppen in Frankfurt, während des Siebenjährigen Krieges.

## Leben und Wirken
Der Offizier entstammte einer alten Adelsfamilie aus der Picardie und war der Sohn des Henri-Louis Marquis von Lameth sowie dessen Gattin Josèphe-Françoise Le Fournier de Wargemont.
1751 heiratete er Thérèse de Broglie, Tochter des französischen Marschalls François-Marie de Broglie.
Als Mestre de camp und Regimentskommandant (seit 1752) wurde Ludwig Karl von Lameth 1756 mit dem Ritterkreuz des französischen Ludwigsordens ausgezeichnet. Am 22. September 1757 erhielt er die Beförderung zum Brigadier des armes du roi, am 20. Februar 1761 zum Maréchal de camp.
Im  Siebenjährigen Krieg war Frankfurt, trotz Neutralität, von 1759 bis 1763 französisch besetzt. Zu dieser Zeit fungierte Lameth als Generalquartiermeister der französischen Truppen am Niederrhein, mit Sitz in Frankfurt. Oberkommandierender der dortigen Franzosen war Victor-François de Broglie, Lameths Schwager, mit dem zusammen er im Frankfurter Palais Thurn und Taxis residierte.

## Tod und Begräbnis
Hier starb Ludwig Karl von Lameth er am Morgen des 12. Mai 1761, kurz nach 7 Uhr, am „Hitzigen Fieber“, was eine alte Bezeichnung für Typhus ist. Seine Leiche wurde am 13. Mai, in einer Prozession, vom Palais Thurn und Taxis zum Kaiserdom St. Bartholomäus überführt und dort unter großer Feierlichkeit nach katholischem Ritus beigesetzt. Im Dom wurde ihm ein kunstvolles Marmorepitaph mit Portraitmedaillon gesetzt, das eine lateinische und eine französische Grabinschrift trägt. Der Frankfurter Bildhauer Johann Daniel Schnorr (1717–1784) hat es geschaffen.

## Nachkommen
General Charles de Lameth (1757–1832) und dessen Bruder Alexandre de Lameth (1760–1829) waren seine Söhne, auf deren Erziehung und Werdegang er aber wegen seines frühen Todes kaum Einfluss hatte.